# Rhaphidostegium lozanoi
Rhaphidostegium lozanoi là một loài rêu trong họ Sematophyllaceae. Loài này được Cardot mô tả khoa học đầu tiên năm 1910.
Danh pháp khoa học của loài này chưa được làm sáng tỏ. 